# Armand Boppart
Armand Boppart (7 aprile 1894 – Eschenbach, 9 aprile 1975) è stato un pallanuotista svizzero.
Ha gareggiato nel torneo di pallanuoto ai Giochi di Anversa 1920.